# Turismo em Naviraí
Naviraí é um município no estado brasileiro do Mato Grosso do Sul. Com localização estratégica, aproxima os grandes centros comerciais do Brasil e América do Sul e é importante porta de entrada dos turistas procedentes do estado, de outras regiões, do Paraguai, Argentina, Uruguai e em direção ao Pantanal. Tem um clima privilegiado e é uma das mais ricas do país em recursos hidrominerais e com a maior reserva subterrânea de água doce da América do Sul: o Aqüífero Guarani. Quanto aos segmentos da atividade turística, as vertentes que se manifestam favoravelmente para a Região são o Turismo Rural, o Turismo Náutico e o Ecoturismo. Se destacam monumentos, praças, parques e balneários e também se destaca as festas regionais entre elas as juninas. 
No mercado turístico, Naviraí faz parte do chamado Cone-Sul de Mato Grosso do Sul e está em estudo o lançamento do Naviraí Convention & Visitors Bureau. O turismo vem ajudando timidamente a desenvolver o mercado de trabalho do município, mas com a tendência de cada vez mais se desenvolver.

## Turismo de contemplação
As opções turísticas de contemplação em Naviraí tem uma grande movimentação de turistas e moradores, especialmente feriados e fins de semana.

### Áreas verdes

#### Parques

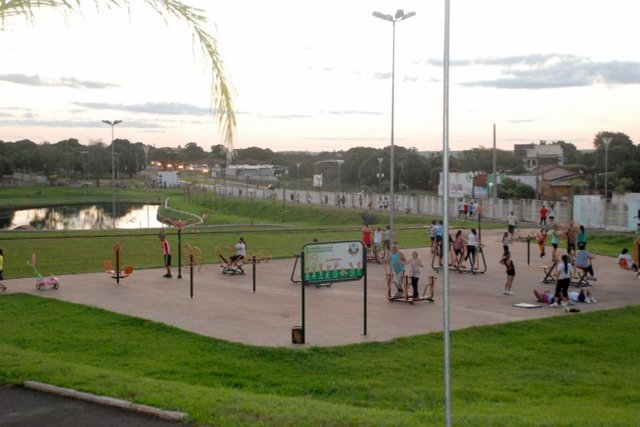
Parque Sucupira, uma das principais áreas verdes do município

- Bosque Municipal de Naviraí: conhecido também por Parque Natural do Córrego Cumandaí, está distribuído em uma área de 80.009.66 m². Dentro de sua área existe um viveiro de plantas.[3]
- Horto Florestal: parque situado á leste da cidade próximo ao Estádio Virotão.[4]
- Parque Infantil Cantinho do Céu: com 1.232 m² de área, o parque é dotado com equipamentos infantis e de playground.[5]
- Parque Sucupira: grande parque situado na região central de Naviraí que possui área de mais de de 71 mil m². O parque possui pistas bastante arborizadas ao redor de um lago para as costumeiras caminhadas da comunidade.[1][6]

#### Praças
- Praça dos Pioneiros: praça situada ao sul da cidade, A praça possui bancos, tenda, e luminárias ornamentais em uma área total de 2.780m².[7][8]
- Praça Euclides Antônio Fabris: praça mais central de Naviraí, é o estopim urbano da cidade e marco zero de sua fundação.[9]
- Praça Jardim Paraíso: praça situada próximo ao Balneário Paraíso das Águas.[7]

#### Outros locais
- Balneário Paraíso das Águas: situado no bairro Jardim Paraíso e próximo á BR-163, foi inaugurado em 11 de novembro de 2011, sendo a maior área de lazer de Naviraí.[10]

## Turismo de eventos e lazer
A cidade mantém as raízes culturais de seus colonizadores e as festas tradicionais da cidade que estão incluídas no Calendário Oficial de Eventos de Mato Grosso do Sul e do Brasil, com parcerias comerciais e grandes negócios. Abaixo a relação dos locais onde ocorrem eventos e apresentações localizados na cidade.

### Anfiteatros
- Anfiteatro do ACEN – 200 lugares
- Anfiteatro da Escola Profissionalizante de Naviraí – 205 lugares

### Auditórios
- Auditório do Hotel 2 Gaúchos – 80 lugares
- Auditório da UEMS – 122 lugares
- Auditório da UFMS – 100 lugares
- Auditório da Prefeitura de Naviraí
- Auditório da Câmara Municipal de Naviraí
- Auditório da Copasul
- Auditório da Finav

### Casas de espetáculos
Naviraí tem uma vida noturna movimentada, principalmente nos fins de semana e vésperas de feriado. Na cidade de Naviraí há bares, chopperias e restaurantes que servem variados tipos de comida, possuindo também a opção de restaurantes de rodízios.

#### Casas de shows
- Arena Coliseu: casa de shows inaugurada em novembro de 2012 e com mais de 2.500 m².[12]

#### Cinemas
O Shopping Oriente, que no momento encontra-se em reforma, possuía uma sala de cinema, o Cine Oriente, que foi atingida por um incêndio em 2013 e acabou fechando as portas.

#### Outros locais
- Centro de Convenções de Naviraí: vai se localizar dentro do Balneário Paraíso das Águas, em uma área com muito verde e lazer.[14]
- Parque de Exposições Tatsuo Suekane: um dos espaços de eventos situada na cidade, localizado na Av. Amélia Fukuda.[15]

### Calendário de eventos
Relação dos eventos e apresentações da cidade de Naviraí:

#### Data móvel
- Navi Folia: carnaval de rua do município.[16]

#### Abril
- Festival de Música Popular de Naviraí: evento em forma de concurso que reúne grupo musicais de gêneros como música popular, sertanejo e gospel. Podem participar apenas moradores residentes nos município.[17]

#### Maio
- Exponavi: a Exposição Agropecuária e Industrial de Naviraí é a feira mais tradicional do cone-sul do estado, sendo sucesso de público e negócios.[18]

#### Junho
- Fejunavi: festa junina do município.[19]
- Nippon Fest: evento baseado na cultura do japão, com gastronomia e música típicas.[17]

#### Julho
- Festa dos Caminhoneiros: evento direcionado aos caminhoneiros.[20]

#### Setembro
- Coopercountry: festa de rodeio do município.[21][22]

#### Outubro
- Motocycle: evento motociclistico anual do município.[23]

#### Novembro
- Rodeio Arena Show: festa de rodeio com montarias de touros.[22][24]

#### Dezembro
- A Cidade Canta o Natal: tem por finalidade levar o espírito natalino para a família naviraiense (“O natal é tempo de felicidade e solidariedade e a administração municipal está imbuída neste espírito de paz”).[17]
- Tudo Junto e Misturado: evento organizado pela Fundação Cultural teve apresentações organizadas por escolas, igrejas e associações, além de shows com cantores e bandas de nossa cidade. é um espaço para manifestações culturais e artísticas da população naviraiense. “O projeto surgiu por meio de um pedido dos artistas do município. Resolvemos colocar as ideias no papel e nasceu assim o Tudo Junto e Misturado, que alegrou muita gente durante suas 7 edições.[17]

## Turismo rural
Um dos destaques do turismo rural no município é o Assentamento Juncal, com oferecimento dos seus produtos hortifrutigranjeiros. Há ainda várias Unidades de Conservação instaladas no interior do município: Parque Estadual das Várzeas do Rio Ivinhema e o Parque Nacional de Ilha Grande (que conta com 18 ilhas localizadas no município). Outra opção é o recurso turístico do complexo das Três Pontes, que liga o Estado de Mato Grosso do Sul ao Paraná, situado sobre o Rio Paraná.
No intuito de fortalecer a mulher rural como base restauradora da família, fortalecendo-a e trazendo a cultura de volta para a agricultura, a Incubadora Tecnológica de Cooperativas Populares da Universidade Federal de Mato Grosso do Sul (ITCP/UFMS) iniciou um projeto junto a um grupo de mulheres assentadas. O projeto piloto implantado foi a criação de frango tipo caipira para um grupo de 23 mulheres. Atualmente outras propostas produtivas estão sendo desenvolvidas como incentivo á diversificação produtiva no assentamento tais como artesanatos, panificadoras, fábrica de doces e compotas.

### Porto Caiuá
O Porto Caiuá é distrito situado a 63 km do Centro de Naviraí em que o acesso pode ser feito pela MS-489. Funciona como balneário. Situado às margens do Rio Paraná e com uma beleza cênica e cachoeiras exuberantes, destacando a riqueza do sítio arqueológico (Sítio Arqueológico Rio Ivinhema 1). É a comunidade mais próxima do Parque Estadual Várzeas do Rio Ivinhema, estando do seu lado. 